# Ćelava pjevačica
Ćelava pjevačica (francuski La Cantatrice Chauve) je prva drama koju je napisao Eugène Ionesco. Premijera je izvedena 11. svibnja 1950. u Théâtre des Noctambules u režiji Nicolasa Batailla. Od 1957., drama je u stalnom postavu Théâtra de la Huchette. Izvedba je bila totalni krah i prošla je neopaženo sve dok par uspješnih kritičara i pisaca, među kojima su bili i Jean Anouilh i Raymond Queneau, nisu pohvalili predstavu. Ova drama danas drži mjesto najizvođenije predstave u Francuskoj.

## Nastanak drame
Kao i Samuel Beckett, Ionesco je u kazalište došao jako kasno. Ovu dramu napisao je tek 1948., a praizvedena je tek 1950. S 40 godina odlučio je učiti engleski jezik koristeći Assimil metodu brižnog kopiranja cijelih rečenica kako bi ih zapamtio. Kada bi ih ponovno pročitao, osjećao se kao da nije učio engleski, nego je otkrivao neke zapanjujuće istine kao ta da ima 7 dana u tjednu, da je strop gore, a pod dolje tj. stvari koje je već znao, no koje su ga iznenedno pogodile kao zapanjujuće koliko su one zapravo neosporivo istinite.
Za Ionesca, klišeji i istinite činjenice iz uvodnog razgovora raspadale su se u divlju karikaturu i parodiju gdje se sam jezik raspada i puca na fragmente riječi. Ionesco se odlučio prevesti to iskustvo u ovu dramu.

## Likovi
- Gospodin i Gospođa Smith su predstavnici tipične engleske obitelji. Radnja cijele drame događa se u njihovom domu kojeg Ionesco opisuje tipično engleskim. Prema njemu, sve njihovo, pa i oni, su tipično engleski. Oni ugošćuju Martinove i vatrogasnog kapetana, te s njima vode razgovor koji od donekle normalnog prelazi u besmisleno nizanje riječi i slova.

- Gospodin Donald Martin i Gospođa Elizabeth Martin su druga obitelj iz drame. Oni na početku drame dolaze kod Smithovih kao par, no pri ulasku u dom, oni se ne poznaju. Nakon kratkog besmislenog razgovora njih dvoje konačne ustanove da žive u istom stanu, te da su vjenčani jedno za drugo.

- Mary je sluškinja Smithovih. Mary se ne pojavljuje puno u drami, ali u svojim pojavljivanjima često nabacuje neke informacije koje su kontradiktorne onim što su izrekli Smithovi ili Martinovi.

- Vatrogasni kapetan je lik koji samo privremeno svraća kod Smithovih na razgovor. Dok je tamo, on Smithovima i Martinovima priča svoje događaje i stalo brine mora li ići. Priče koje on priča pune su besmislica i neistina, ali dvama obiteljima one se jako sviđaju.

## Radnja
Radnja počinje u tipičnom engleskom domu s tipičnom engleskom obitelji - obitelji Smith. G. Smith čita novine i saznaje za smrt Bobbyja Watsona. Iz jednog besmislenog imena i smrti te iste osobe, Smithovi upoznaju čitatelje s obitelji Watson, u kojoj se svi (i kćeri i sinovi i bake i djedovi...) zovu Bobby, a prezivaju Watson. 
Tada na scenu dolazi sluškinja Mary koja Smithovima opisuje svoj dan, te im se ujedno predstavlja kao njihova sluškinja. Kao replika njezinom kratkom monologu, Smithovi ponavljaju sve što je ona rekla i nadaju se da je da je dan provela radeći baš to. 
Tada dolaze i Martinovi, bračni par, koji ulaze u kuću i sjedaju za stol. Tada Ionesco započinje s ironiziranjem njihovog bračnog odnosa. Martinovi, unatoč činjenici da su vjenčani, počnu s upoznavanjem i iznošenjem vlastite prošlosti. Nakon činjenica da su iz istog mjesta, da su iste godine došli u London, da žive u istom stanu i da imaju istu djecu, njih dvoje shvaćaju da su bračni par. 
Tada na scenu dolazi Mary i negira sve što su Martinovi rekli tvrdeći da to uopće nisu oni te da je sve što su rekli neistinito. Tada se konačno pojavljuju i Smithovi te počnu razgovarati s Martinovima, no usred razgovora začuje se zvono na ulaznim vratima. Nakon što se zvono čulo nekoliko puta i na vratima nije bilo nikog, gđa. Smith je odustala od otvaranja. No, kada se zvono čulo još jednom, g. Smith je otišao vidjeti tko je i na vratima je bio vatrogasni kapetan.
Nakon što su utvrdili da vatrogasni kapetan nije zvonio prije, taj isti je počeo pričati svoje doživljaje, imajući na umu da mora ići čim ga zovnu. Njegove priče su besmislene, apsurdne i neistinite, no zabavljaju Martinove i Smithove koji uvijek imaju nekakve komentare i stalno mole kapetana da im još priča. No, ponovo dolazi Mary, te se otkriva simpatija između nje i kapetana. Nakon toga, kapetan odlazi, svi ga isprate i vrate se na svoja mjesta.
Nakon toga započinje potpuna destrukcija normalne konverzacije, a kasnije se i rečenice razbijaju, pa riječi, te na kraju dolazimo do besmislenog izvikivanja slova bez ikakvog reda. Tako ova drama završava u stilu teatra apsurda, uz posebnost ovog djela koje mu daje velik status unutar tog pokreta. Odlika koja se nije koristila u djelima drugih autora teatra apsurda, ali je kod Ionesca bila česta pojava - onesposobljavanje jezika kao sredstva normalne konverzacije među ljudima njegovom destrukcijom.
No, na kraju, kada se nakon destrukcije jezika svjetla ugase i svi ušute, drama počinje ispočetka, no ovaj put započinje s Martinovima, a ne sa Smithovima. Tada se počinje spuštati zastor.

## Ćelava pjevačica
Iako naslov nosi ime prema njoj, lik ćelave pjevačice se u djelu ne pojavljuje niti jednom. Autor taj lik nije stavio čak ni na popis likova. Iako bi taj lik trebao biti među glavnima, lik ćelave pjevačice samo se spominje u drami, i to samo jednom, u prolazu, tijekom odlaska vatrogasnog kapetana:
VATROGASNI KAPETAN:
(Pođe prema vratima, pa stane)
Usput rečeno, što je s ćelavom pjevačicom?
(Svi zašute u neprilici)
GĐA SMITH:
Još uvijek se češlja na isti način.
VATROGASNI KAPETAN:
Ah! E pa, onda doviđenja, gospođe i gospodo.
G. MARTIN:
Sretan put i dobra vatra!
VATROGASNI KAPETAN:
Nadajmo se.
(Vatrogasac izlazi. Svi ga isprate do vrata i vrate se na svoja mjesta.)